# Goran (Azerbaigian)
Goran è un comune dell'Azerbaigian situato nel distretto di Goranboy. Conta una popolazione di 228 abitanti.